# Brazos
Brazos (anglicky Brazos River) je řeka na jihu USA ve státě Texas. Je dlouhá 1530 km. Povodí řeky zaujímá plochu 114 220 km².

## Průběh toku
Vzniká soutokem zdrojnic Salt Fork a Double Mountain Fork a ústí do Mexického zálivu.

## Vodní stav
Nejvyšších vodních stavů dosahuje na jaře. V létě dochází k povodním. Průměrný průtok v ústí činí 214 m³/s, maximální dosahuje 3300 m³/s.

## Využití
Vodní doprava je možná standardně jen 64 km od ústí, ale při vysokém vodním stavu do vzdálenosti 400 až 500 km. Na řece leží město Waco a v ústí přístav Freeport.

## Vědecký význam
V povodí této řeky probíhají dlouhodobě výzkumy katastrofy na konci křídy před 66 miliony let, protože zdejší sedimenty zahrnují také doklady o masivním posunu sedimentů a dalších jevech, následujících po dopadu planetky v nedalekém Mexickém zálivu.